# Спеціальна інклюзивна освіта в США
Спеціальна освіта в Сполучених Штатах дозволяє учням з особливими потребами отримати доступ до навчальних ресурсів за допомогою спеціальних освітніх програм. Ці програми існували не завжди. "Ідея виключення учнів з будь-якою інвалідністю з державної шкільної освіти бере свій початок у 1893 році, коли Верховний суд штату Массачусетс виключив учня лише через погані академічні здібності". Це виключення стало основою освіти для всіх людей з особливими потребами на довгі роки. У 1954 році справа "Браун проти Ради з питань освіти" породила переконання, що право на державну освіту поширюється на всіх людей, незалежно від раси, статі чи інвалідності. Нарешті, програми спеціальної освіти в Сполучених Штатах стали обов'язковими в 1975 році, коли Конгрес США прийняв Закон про освіту для всіх дітей-інвалідів англ. Education for All Handicapped Children Act (EAHCA) "Закон про освіту для всіх дітей-інвалідів (іноді згадується з використанням абревіатур EAHCA або EHA, або Public Law (PL) 94-142) був прийнятий Конгресом Сполучених Штатів у 1975 році у відповідь на дискримінаційне ставлення державних освітніх установ до учнів з обмеженими можливостями". Пізніше EAHCA був змінений з метою посилення захисту студентів з інвалідністю і перейменований на Закон про освіту осіб з інвалідністю англ. Individuals with Disabilities Education Act (IDEA). IDEA вимагає від штатів надавати спеціальну освіту та пов'язані з нею послуги відповідно до федеральних стандартів як умову отримання федеральних коштів.
Програма IDEA надає кожному учневі право на безкоштовну та належну державну освіту англ. a free and appropriate public education (FAPE) у найменш обмежувальному середовищі англ. least restrictive environment (LRE). Для забезпечення FAPE команда професіоналів з місцевої освітньої агенції та батьків учня визначає унікальні освітні потреби учня, розробляє річні цілі для учня, а також визначає місце навчання, модифікацію програми, тестування пристосувань, консультування та інші спеціальні послуги, які відповідають потребам учня. Батьки повинні бути рівноправними учасниками цього процесу, так само як і інші особи, які знають про дитину, мають уявлення про значення даних, зібраних під час оцінювання, та про всі варіанти влаштування дитини. План учня, що включає вищезазначені пункти, фіксується в письмовій Індивідуальній освітній програмі англ. Individualized Education Program (ІEP). Місце навчання дитини, як правило, визначається за результатами щорічного оцінювання, на основі ІEР дитини та якомога ближче до місця проживання дитини. Школа зобов'язана розробити та впровадити IEP, яка відповідає стандартам федеральних та державних освітніх агентств. Департамент освіти штату здійснює нагляд за школами, щоб переконатися, що вони дотримуються IEP кожного учня. Якщо школа не виконує IEP дитини, шкільний округ може бути притягнутий до судової відповідальності. Батьки мають право відмовитися від послуг спеціальної освіти для своєї дитини, якщо вони цього бажають.
Відповідно до закону IDEA, учні з обмеженими можливостями мають право на отримання спеціальних освітніх послуг у місцевому шкільному окрузі у віці від 3 до 18 або 21 року. Щоб отримати послуги спеціальної освіти, учень повинен продемонструвати інвалідність в одній з 13 конкретних категорій, включаючи аутизм, порушення розвитку, специфічні проблеми з навчанням, інтелектуальні порушення, емоційні та/або поведінкові порушення, інтелектуальні порушення, порушення мови та мовлення, глухонімі, порушення зору, порушення слуху, ортопедичні або фізичні порушення, інші порушення здоров'я (включаючи синдром дефіциту уваги), множинні порушення та черепно-мозкові травми. Залежно від індивідуальних потреб учнів, вони можуть бути зараховані до загального класу, інтегровані в нього або поміщені в спеціальну школу та/або можуть отримувати багато спеціалізованих послуг в окремих класах. На додаток до академічних цілей, цілі, задокументовані в ІEР, можуть стосуватися самообслуговування, соціальних навичок, фізичної, мовленнєвої та професійної підготовки. Призначення програми є невід'ємною частиною процесу і, як правило, відбувається під час засідання ІEР.

## Безкоштовну та належну державну освіту (FAPE)
Безкоштовна належна державна освіта означає спеціальну освіту та пов'язані з нею послуги, які:
- Надаються за державний кошт, під державним наглядом і керівництвом та безоплатно
- Відповідають вимогам штату та вимогам федеральних нормативних актів
- Включати відповідну дошкільну, початкову та середню шкільну освіту у відповідному штаті
- відповідати законній індивідуальній англ. lawful Individual або індивідуальній освітній програмі (IEP)

Дивіться 34 CFR 300.17

## Найменш обмежувальне середовище (LRE)
Найменш обмежувальне середовище визначається як "навчання учнів з інвалідністю в максимально можливому обсязі разом з учнями без інвалідності". У ньому зазначено, що вилучення учнів із загальноосвітнього середовища може відбуватися лише тоді, коли характер або тяжкість інвалідності учня перешкоджає задовільному навчанню в загальноосвітніх класах, навіть за наявності додаткових допоміжних засобів і послуг.
Мандат найменш обмежувального середовища (LRE) вимагає, щоб усі учні спеціальної освіти навчалися разом зі звичайними однолітками, наскільки це можливо, забезпечуючи при цьому доступ до FAPE. Вимога LRE має на меті запобігти непотрібній сегрегації учнів з інвалідністю і ґрунтується на висновку Конгресу, що учні з інвалідністю, як правило, досягають більших успіхів, коли вони залишаються зі своїми звичайними однолітками або мають доступ до них. Все більше учнів з обмеженими можливостями навчаються у звичайних класах. До 95% учнів з інвалідністю проводять принаймні частину свого дня у звичайних класах. 64% учнів спеціальної освіти проводять свій день у звичайних класах. Інформація станом на 2016 рік.
Хоча згідно із законом, учні повинні отримувати освіту в рамках їхніх LRE, є ще дещо, що ми повинні дослідити, коли йдеться про LRE учнів. Поведінка студента є ключовим фактором в оцінці рівня освіти. Якщо поведінка учня не відповідає вимогам LRE, це може бути вирішено за допомогою встановлених обмежень та Плану поведінкового втручання англ. Behavior Intervention Plan (BIP). План корекції поведінки - це план, який ґрунтується на результатах функціональної оцінки поведінки англ. functional behavioral assessment (FBA) і, як мінімум, включає опис проблемної поведінки, загальну та конкретну гіпотезу щодо причин виникнення проблемної поведінки, а також стратегії втручання, які включають підтримку позитивної поведінки та послуги, спрямовані на вирішення проблеми. Шкільні системи повинні дозволити одній з наступних осіб написати план і навчити вчителів працювати з ним перед його впровадженням у класі. Цей план має бути об'єднаний з IEP, щоб забезпечити умови для успішного навчання.

## Супутні послуги
Послуги, пов'язані зі спеціальною освітою, включають логопедичну та мовну терапію, ерготерапію та фізичну терапію. Сертифіковані фахівці з орієнтації та мобільності, вчителі для людей з вадами зору, сертифіковані поведінкові аналітики та музичні терапевти можуть надавати послуги учням, які мають на них право. Музична терапія є дещо новою послугою, і вона може бути не дуже доступною по всій країні. Послуги можуть надаватися під час індивідуальних або малих групових занять, у загальноосвітньому класі або просто як консультація між надавачем послуг та іншими членами команди. Кожен надавач супутніх послуг у команді повинен включити цілі в IEP, а також конкретний час, виділений для учня.

## Створення індивідуального сервісу
Останнім часом багато шкіл створюють інклюзивні класи, в яких викладають вчителі загальноосвітніх і спеціальних програм. Обидва педагоги працюють як одна команда, проводячи навчання, одночасно реалізуючи законні модифікації та пристосування для учнів з особливими потребами в класі.
Якщо учень не може навчатися в умовах повної інклюзії, команда спеціальної освіти може вирішити спробувати навчати його в більш обмежених умовах, як правило, в умовах часткової інклюзії. Як випливає з назви, часткова інклюзія - це коли учень з обмеженими можливостями частину дня навчається в загальноосвітньому закладі, а основну частину навчального процесу отримує в окремому класі, наприклад, у ресурсній кімнаті, разом з учителем спеціальної освіти або іншим персоналом.
Деякі учні потребують викладання життєвих навичок через тяжкість їхньої інвалідності. Таких учнів зазвичай переводять до окремого класу, де вони проводять щонайменше 60% свого навчального дня, працюючи безпосередньо зі спеціальним педагогічним персоналом. Такі учні можуть навчатися в загальноосвітньому класі зі звичайними однолітками, а можуть і не навчатися.
Якщо учень не може функціонувати в загальноосвітньому класі та/або класі спеціальної освіти, наступний крок команди - розглянути можливість влаштування учня до школи, що спеціалізується на навчанні дітей з екстремальними порушеннями. У 1990-х роках спостерігалася тенденція до відходу від цієї моделі, оскільки попередні дослідження вказували на академічне та поведінкове покращення рівня таких учнів, коли вони навчалися за індивідуальною програмою в загальному середовищі.
Якщо учень має дуже важкий стан здоров'я або не може відвідувати школу з якоїсь іншої причини, він буде навчатися вдома. Вчитель спеціальної освіти, персонал та відповідні постачальники послуг приходять додому до учня, щоб проводити навчання.
Найвищий рівень обмежувального влаштування - це інституалізація. Якщо потреби учня такі, що він не може функціонувати в будь-якому з менш обмежувальних середовищ, команда повинна розглянути можливість розміщення в інтернаті. Сьогодні в Сполучених Штатах дуже мало учнів перебувають на стаціонарному навчанні. Зазвичай мета полягає в тому, щоб довести учня до такого стану, коли він зможе повернутися до закладу державної школи, якщо це взагалі можливо.

## Історія в США
До прийняття PL94-142 у 1975 році лише одна з п'яти дітей з інвалідністю отримувала освіту в американських школах. Понад мільйон учнів були позбавлені доступу до державних шкіл, а ще 3,5 мільйона отримували неадекватне або зовсім не ефективне навчання. У багатьох штатах існували закони, які повністю виключали дітей з певними видами інвалідності, включаючи сліпих, глухих, а також дітей з "емоційними розладами" або "розумовою 
відсталістю".
У 1950-х і 1960-х роках сімейні асоціації почали формуватися і відстоювати права дітей з інвалідністю. У відповідь федеральний уряд почав виділяти кошти на розробку методів роботи з дітьми з інвалідністю та прийняв кілька законодавчих актів, які підтримували розробку та впровадження програм і послуг для задоволення їхніх потреб та потреб їхніх сімей. Два закони передбачали підготовку фахівців і вчителів, які працювали з учнями з "розумовою відсталістю" (PL 85-926 у 1958 році та PL 86-158 у 1959 році). У 1961 році Закон про вчителів для глухих (PL 87-276) передбачав підготовку вчителів для роботи з глухими або слабочуючими. У 1965 році Закон про початкову та середню освіту (PL 89-10) та Закон про державні школи (PL 89-313) надали штатам кошти на допомогу в навчанні дітей з інвалідністю. У 1968 році Закон про допомогу в ранній освіті дітей-інвалідів 1968 року (PL 90-538) фінансував програми раннього втручання для дітей-інвалідів. Кілька знакових судових рішень встановили відповідальність штатів за освіту дітей з інвалідністю (зокрема, Пенсильванська асоціація розумово відсталих громадян англ. Pennsylvania Association for Retarded Citizens (PARC) проти Співдружності штату Пенсильванія (1971) та Міллс проти Ради з питань освіти округу Колумбія (1972)).

### Закон про реабілітацію 1973 року
Розділ 504 Закону про реабілітацію 1973 року гарантував громадянські права людей з інвалідністю в контексті установ, що фінансуються з федерального бюджету, або будь-яких програм чи заходів, що отримують федеральну фінансову допомогу. Він вимагав пристосування відповідних шкіл для людей з обмеженими можливостями, включаючи доступ до будівель і споруд, а також поліпшення інтеграції в суспільство. Закон 504 застосовується до всіх людей протягом усього їхнього життя, а не тільки в період від 3 до 21 року. Людина з планом 504 не обов'язково повинна мати інвалідність, заважаючу навчанню. Дух 504 полягає в тому, щоб вирівняти ігрове поле для людей з інвалідністю та забезпечити їм справедливий доступ.

### Закон про освіту для всіх дітей-інвалідів 1975 року
У 1975 році Закон про освіту для всіх дітей-інвалідів англ. Education for All Handicapped Children Act (EHA) (Public Law 94-142) встановив право дітей з інвалідністю на безкоштовну, належну державну освіту і надав кошти, які дозволили б державним і місцевим освітнім установам відповідати новим вимогам. В законі зазначалося, що він має чотири цілі:
- Забезпечити, щоб усі діти з обмеженими можливостями отримували безкоштовну відповідну державну освіту, наголошуючи на спеціальній освіті та супутніх послугах, призначених для задоволення їхніх унікальних потреб
- Захищати права дітей з інвалідністю та їх батьків
- Допомогти державним і місцевим освітнім установам забезпечити навчання всіх дітей з обмеженими можливостями
- Оцінити та забезпечити ефективність зусиль щодо навчання всіх дітей з обмеженими можливостями [11]

У 1986 році EHA була повторно уповноважена як PL 99-457, додатково охоплюючи немовлят і дітей молодшого віку до 3 років з інвалідністю та передбачаючи відповідні Індивідуальні плани обслуговування сім'ї англ. Individual Family Service Plans (IFSP), підготувала документи для забезпечення індивідуального надання спеціальних послуг сім'ям відповідних немовлят і дітей молодшого віку.

### Закон про американців з інвалідністю
Надаючи особам з встановленою інвалідністю такий самий захист від дискримінації, як той, що надається Законом про громадянські права 1964 року, Закон про американців з інвалідністю 1990 року (ADA) заборонив дискримінацію у сфері зайнятості (Розділ 1), громадських послуг і транспорту (Розділ 2), громадського житла (Розділ 3), телекомунікацій (Розділ 4) та в інших сферах (Розділ 5). Це був великий крок у нормалізації життя людей з інвалідністю. Розділ 3 забороняв дискримінацію за ознакою інвалідності в будь-якому місці громадського користування щодо повного і рівного користування товарами, послугами, об'єктами або житлом. Громадські місця включають в себе більшість навчальних закладів.

### Закон про освіту осіб з інвалідністю (IDEA)
З прийняттям Закону про освіту осіб з інвалідністю (IDEA) законодавство щодо освіти осіб з інвалідністю зазнало змін. До цього часу основна увага в EHA була зосереджена на наданні доступу до освіти учням з інвалідністю, які були маргіналізовані в державній шкільній системі. Впевнившись, що мета " доступністі" була досягнута, у 1997 році Конгрес прийняв IDEA з конкретною метою вирішити проблеми реалізації, що виникли внаслідок "низьких очікувань і недостатньої уваги до застосування відтворюваних досліджень щодо перевірених методів викладання і навчання для дітей з обмеженими можливостями". 20 U.S.C. § 1400(c)(4). У статуті чітко заявлено про прихильність "нашій національній політиці забезпечення рівності можливостей, повної участі, незалежного життя та економічної самодостатності для людей з інвалідністю". 20 U.S.C. § 1400(c)(1).
Можна стверджувати, що прийняття IDEA стало значним зміщенням акцентів у системі освіти для людей з інвалідністю, що існувала до 1997 року. IDEA додав індивідуальні плани переходу (ІПР) для переходу осіб із середньої школи до дорослого життя або післясередньої освіти. Спеціальну освіту було поширено на такі категорії, як аутизм та черепно-мозкові травми (ЧМТ). У 1997 році програма IDEA була перезатверджена як PL 105-17 і розширила своє охоплення на розлад дефіциту уваги та гіперактивності (СДУГ), були додані функціональні поведінкові оцінки та плани втручання, а ІПР були інтегровані в ІEP. У 2004 році було здійснено додаткове перезатвердження.
Як і EHEA до нього, правило нульової відмови вимагає від шкіл надавати освітні послуги кожній дитині з особливими потребами, навіть якщо немає жодної надії, що дитина отримає користь від цих послуг (наприклад, якщо дитина перебуває в комі).

### Жодна дитина не залишиться поза увагою
Закон про початкову та середню освіту 2001 року англ. Elementary and Secondary Education Act (ESEA) PL 107-110, більш відомий як Закон "Жодна дитина не залишиться поза увагою", вимагав підзвітності за академічну успішність усіх школярів, у тому числі дітей з інвалідністю. Він закликав до 100% володіння читанням і математикою до 2012 року.
Закон про допоміжні технології 2004 року англ. Assistive Technology Act (ATA) PL 108-364 надавав підтримку проектам переходу від школи до роботи та створював кредитні програми для придбання пристроїв допоміжних технологій англ. assistive technology (AT).
Закон про освіту осіб з обмеженими можливостями 2004 року PL 108-446 змінив процедури ідентифікації інвалідності, встановив високі стандарти кваліфікації для вчителів спеціальної освіти, передбачив, що всі учні з обмеженими можливостями беруть участь у щорічному тестуванні на рівні штату чи округу або в задокументованому альтернативному оцінюванні, а також дозволив у відповідь на дії, пов'язані зі зброєю, наркотиками чи насильством, поміщати учня в тимчасове альтернативне освітнє середовище.
Деякі види захисту студентів з інвалідністю, які не охоплюються IDEA, можуть все ще підпадати під дію Розділу 504 або ADA завдяки більш широкому визначенню того, що є інвалідністю. У сфері освіти ходять чутки про NCLB. Подейкують, що вчителів змушують тестувати дітей з важкими формами інвалідності. IDEA дійсно охоплює дітей, які підпадають під дію Закону про інвалідність. Проблема полягає в тому, що вони групують всіх дітей як таких, що мають однакову важку інвалідність. Ерін Діллон, колишній старший політичний аналітик, стверджує в статті для "EducationSector", що не всі учні спеціальної освіти відповідають критеріям важкої інвалідності. Учні можуть досягти рівня класу за допомогою спеціальних засобів та пристосувань. NCLB став більш підзвітним, розподіляючи учнів на підгрупи для визначення конкретної інвалідності. Більшість учнів, які навчаються за програмою IDEA, були віднесені до категорії "нездатних до повноціного навчання" (LD). Позначка LD існує для того, щоб гарантувати, що учні отримують належну допомогу, необхідну для досягнення результатів на рівні класу. Діллон зазначає, що існує 4 групи, які обслуговують 80% спеціальної освіти: діти з труднощами у навчанні англ. Learning Disabled (LD), з емоційними розладами англ. Emotional Disturbed (ED), з порушеннями мови та мовлення та іншими порушеннями здоров'я, наприклад, з синдромом дефіциту уваги та гіперактивності (СДУГ). З 1977 року кількість студентів з обмеженими можливостями зросла з 8% до 14% до 2006 року (Діллон). Афро-американські студенти складають 15% від загальної кількості студентів, але на них припадає 21% виявлених студентів з особливими освітніми потребами. Дослідження показують, що більшість афроамериканських учнів у спеціальній освіті мають діагноз "затримка психічного розвитку" або "емоційні розлади "; білі учні мають діагноз "аутизм". Основна проблема полягає в тому, як підрахувати бали і бути справедливими до цієї групи учнів спеціальної освіти (Quality Counts 2004, Count Me In).

## Федеральне фінансування
Згідно зі звітом CSEF за 2004 рік, кількість учнів та витрати на спеціальну освіту постійно зростали з моменту впровадження IDEA у 1975 році. Видається, що загальні видатки на спеціальну освіту зростають швидше, ніж видатки на загальну освіту, але це пояснюється насамперед тим, що зарахування та ідентифікація учнів спеціальної освіти зростала швидше, ніж загальна кількість учнів. Зростання кількості дітей віком від народження до 21 року, які навчаються у спеціальних навчальних закладах, у відсотках до загальної кількості учнів можна пояснити кількома факторами, зокрема зростанням кількості дітей шкільного віку з груп ризику, збільшенням кількості дітей дошкільного віку, а також немовлят і дітей раннього віку (від народження до 3 років), які навчаються за програмою IDEA, частини С. Видатки на спеціальну освіту постійно зростали паралельно з постійним, безперервним зростанням кількості учнів, що, ймовірно, було зумовлено саме цим зростанням. Згідно з даними національного SEEP за 1999-2000 роки, 50 штатів і округ Колумбія витратили приблизно 50 мільярдів доларів лише на послуги спеціальної освіти, а також 78,3 мільярда доларів на всі освітні послуги, необхідні для навчання учнів з обмеженими можливостями (включаючи послуги звичайної освіти та інші програми для дітей з особливими потребами, такі як Розділ I та вивчення англійської мови), що становить 8 080 доларів на одного учня спеціальної освіти.
Основним джерелом федерального фінансування програм спеціальної освіти є IDEA, частина B. Частина B - це законодавство, яке зобов'язує федеральний уряд виділяти кошти штату і регулювати програми спеціальної освіти. Після того, як штат отримує кошти, вони розподіляються між місцевими шкільними округами відповідно до стандартів IDEA частини B та методу фінансування, прийнятого в штаті.
Частина B закону IDEA спочатку уповноважувала Конгрес виділяти до 40 відсотків від середніх національних витрат на одного учня на кожну особу з особливими освітніми потребами. 20 U.S.C. § 1411(a). Однак фінансування спеціальної освіти не відповідало цьому первинному рішенню. Ряд досліджень намагалися відстежити очевидну невідповідність між федеральними зобов'язаннями у сфері спеціальної освіти та недостатнім фінансуванням. Дослідження 2003 року, проведене SEEP (нині Центр фінансування спеціальної освіти англ. Center for Special Education Finance (СSEF)), визначило, що витрати на одного учня на спеціальну освіту коливаються від 10 558 доларів для учнів з конкретними порушеннями навчання до 20 095 доларів для учнів з множинними порушеннями. Згідно з дослідженням SEEP, витрати на учнів з особливими освітніми потребами в 1,6 рази перевищують витрати на учнів звичайних шкіл, тоді як витрати на учнів з множинними порушеннями в 3,1 рази вищі. Більшість штатів, у свою чергу, не змогли заповнити прогалину у федеральному фінансуванні, а це, у свою чергу, створило фінансовий тиск на місцеві шкільні округи. Це призвело до періодичних закликів привести фінансування у відповідність до початкового плану.
У 1999—2000 роках 50 штатів США та округ Колумбія витратили близько 50 мільярдів доларів на послуги спеціальної освіти, що становило 8 080 доларів на кожного учня з особливими освітніми потребами. Загальні витрати на учнів з обмеженими можливостями, як на стандартну, так і на спеціальну освіту, склали 77,3 мільярда доларів, що в середньому становить 12 474 долари на одного учня. Додатково 1 мільярд доларів було використано на фінансування спеціальних програм, таких як Розділ I, для учнів, які вивчають англійську мову, або обдарованих і талановитих учнів, на додаток до надання підтримки учням з обмеженими фізичними можливостями. Таким чином, сума на одного учня становить $12 639. У Сполучених Штатах загальні витрати на освіту учнів з обмеженими можливостями, включаючи як звичайну, так і спеціальну освіту, становлять 21,4 відсотка від загальних витрат на початкову і середню освіту в розмірі $360,6 мільярдів. Вартість навчання середньостатистичного учня з інвалідністю оцінюється в 5,918 доларів США на одного учня більше, ніж учня зі звичайною освітою. Ця оцінка випливає з різниці в загальних витратах між учнями, які мають право на спеціальні освітні послуги ($12 474), і учнями звичайних шкіл без особливих потреб ($6 556). За даними 1999—2000 років, навчання середньостатистичного учня з особливими потребами коштувало в 1,90 рази більше, ніж навчання типового учня загальноосвітньої школи.

### Система фінансування з бюджету штату
В середньому штати та місцеві округи забезпечують приблизно 45-46 відсотків фінансування програм спеціальної освіти, а решта 9 відсотків надходять з федеральних фондів IDEA. Штати використовують різні методи розподілу коштів між шкільними округами. Близько 34% штатів використовують зважену систему фінансування спеціальної освіти, яка передбачає надання державної допомоги на спеціальну освіту на основі потреб кожного учня. За системою зваженого фінансування місцеві округи отримують допомогу, пропорційну "вазі" фінансування, визначеній для кожного учня з особливими освітніми потребами. Це гарантує, що округи, які надають послуги учням з більшими потребами, отримують більше коштів, ніж округи, які обслуговують учнів з меншими потребами. Водночас, в іншому штаті використовується система фіксованих грантів, коли фінансування залежить від фіксованої суми, що виділяється на одного учня.
Інші штати надають фіксовану дотацію, яка базується на кількості всіх учнів в окрузі, а не на кількості учнів з особливими потребами. Прихильники цієї системи стверджують, що вона позбавляє стимулу надмірно виявляти учнів, які потребують спеціальної освіти. Однак діапазон учнів, які мають право на спеціальну освіту в різних округах, настільки широкий, що система фіксованих грантів створює значні відмінності в необхідних місцевих зусиллях.
Існують альтернативні системи фінансування, що використовуються в освіті. Система, що базується на ресурсах, розподіляє фінансування на основі конкретних освітніх ресурсів, таких як вчителі або класні одиниці. Формули, засновані на ресурсах, включають механізми підрозділів і персоналу, де кошти розподіляються шляхом оплати за конкретні ресурси, такі як вчителі, асистенти або обладнання. У системі відшкодування, що базується на відсотках, отримання округом державної допомоги на спеціальну освіту безпосередньо залежить від його витрат на програму. Термін "блок-грант" використовується для опису підходів до фінансування, за яких асигнування, витрати та/або кількість учнів частково визначають обсяг фінансування у базовому році. Деякі штати використовують окремі механізми фінансування для виділення ресурсів на конкретні групи населення або політичні проблеми, зокрема на послуги подовженого навчального року або спеціалізоване обладнання. Згідно зі звітом Центру фінансування спеціальної освіти (CSEF), дедалі більше штатів надають окреме джерело фінансування для округів, які обслуговують учнів з особливими потребами, що потребують особливо високих витрат.

### Принцип дотримання зусиль
Мета федерального фінансування спеціальної освіти - підтримувати або покращувати якість послуг спеціальної освіти. Ця мета не буде досягнута, якщо додаткові федеральні кошти будуть "витіснені" простим зменшенням рівня фінансування спеціальної освіти на рівні штатів або місцевих органів влади. З цієї причини, як і в багатьох інших подібних програмах, федеральний закон і підзаконні акти містять керівні принципи бухгалтерського обліку, що вимагають "збереження зусиль". У законі сказано, що федеральні кошти, надані місцевому органу освіти, "(i) повинні використовуватися тільки для оплати надлишкових витрат на надання спеціальної освіти та пов'язаних з нею послуг дітям з обмеженими можливостями; (ii) повинні використовуватися для доповнення коштів штату, місцевих та інших федеральних фондів, а не для їх заміни; і (iii) не повинні використовуватися ... для зниження рівня витрат на освіту дітей з обмеженими можливостями, здійснених місцевим органом освіти з місцевих фондів, нижче рівня цих витрат за попередній фінансовий рік". 20 USC 1413 Положення, що реалізують цю вимогу, починаються з перевірки, яка має на меті гарантувати, що кошти, надані місцевим органам освіти англ. local education agency (LEA) відповідно до частини В IDEA, не можуть бути використані для зменшення рівня витрат на освіту дітей з обмеженими можливостями, здійснених LEA з місцевих фондів, нижче рівня цих витрат за попередній фінансовий рік. Справедливе виконання цієї вимоги на місцевому рівні вимагає деяких винятків.

## Вибір дітей для спеціальної освіти
Згідно з федеральним законом, жоден учень не є занадто неповносправним, щоб не мати права на безкоштовну належну освіту. Питання про те, чи корисно і чи доцільно намагатися навчати дітей з найважчими формами інвалідності, наприклад, дітей, які перебувають у стійкому вегетативному стані або в комі, є дискусійним. Хоча багато дітей з важкими формами неповносправності можуть виконувати принаймні прості завдання, наприклад, натискати на дзвінок, коли хочуть привернути увагу, або користуватися мозковим імплантатом, якщо вони не можуть рухати руками, деякі діти можуть бути нездатними до навчання. Однак школи зобов'язані надавати такі послуги, а вчителі розробляють індивідуальні програми, які дозволяють дитині засвоїти якомога більшу частину навчальної програми. Деякі батьки та правозахисники кажуть, що для таких дітей було б краще замінити будь-яку академічну програму покращеним фізичним доглядом.

### Процес направлення до спеціальної освіти
Батьки, які підозрюють або знають, що їхня дитина має проблеми з успішністю у навчанні, повинні звернутися до місцевого шкільного округу з проханням провести оцінювання. Запит, який називається "направлення на оцінку", має бути поданий у письмовій формі. Направлення має бути адресоване директору місцевої державної школи або координатору спеціальної освіти в окрузі, в ньому має бути вказано ім'я дитини, дата народження, адреса, поточна шкільна програма (якщо це можливо), а також передбачувана сфера інвалідності або особливих потреб. Направлення можуть також давати вчителі загальноосвітніх шкіл або консультанти з профорієнтації. Після отримання направлення шкільний округ зв'яжеться з батьками і призначить час зустрічі, щоб пояснити процес і отримати письмову згоду на проведення необхідних обстежень. Щоб підготуватися до цієї зустрічі, батьки повинні мати можливість детально описати проблеми своєї дитини, навівши приклади труднощів, з якими вона стикається в класі. Батьки можуть попросити провести будь-які обстеження, які, на їхню думку, необхідні, щоб доповнити картину конкретних освітніх потреб дитини, наприклад, мовленнєве та мовне тестування, ерготерапевтичне тестування або неврологічне обстеження. Всі обстеження, необхідні для отримання повної картини інвалідності дитини, повинні бути надані шкільною системою безкоштовно для сім'ї.

### Оцінювання
Після процесу направлення районний відділ освіти розпочинає оцінювання. Закон вимагає проведення комплексного та недискримінаційного шкільного оцінювання, що охоплює всі сфери підозрюваної інвалідності. Тестування можна проводити в багатьох місцях, але найчастіше воно проводиться в школах: Початкових школах англ. Elementary schools, середніх школах англ. Middle Schools, вищих навчальних закладах англ. High Schools та університетах.
Оцінювання має проводитися рідною мовою дитини (якщо це можливо). Воно повинно проводитися командою фахівців, до складу якої входять щонайменше один вчитель загальноосвітньої школи, один вчитель спеціальної освіти та один фахівець у сфері інвалідності дитини. Тестування має проводитися індивідуально, а не в групах. Будь-які тести або інші матеріали для оцінювання повинні проводитися фахівцями, які мають відповідну підготовку та кваліфікацію для їх проведення; наприклад, психологічні тести повинні проводитися психологом, який має відповідну підготовку для проведення конкретних тестів, що застосовуються. Вчителі також документують будь-які втручання, які вони вже використовували в класі. Крім того, вчителі використовують офіційні тести, такі як DIBELS (Динамічні показники базових навичок ранньої грамотності англ. Dynamic Indicators of Basic Early Literacy Skills), DRA (Оцінка розвитку читання англ. Developmental Reading Assessment), WJ III (Тести досягнень Вудкока-Джонсона англ. Woodcock Johnson Tests of Achievement) або WIAT (Тест індивідуальних досягнень Векслера англ. Wechsler Individual Achievement Test), щоб визначити, чи перебувають учні на рівні або нижче рівня класу. Будь-яка інформація, яку може надати вчитель або член комітету, щоб побачити повну академічну картину учня (наприклад, оцінки, дослідження емоційного стану учнів), буде надзвичайно корисною.
На додаток до тестування, для початкової оцінки, а часто і на більш пізніх етапах, необхідне спостереження за дитиною в школі або в порівнянній ситуації. Спостереження оцінює взаємодію дитини з однолітками та вчителями для забезпечення об'єктивності, а також перехресні посилання шляхом проведення спостереження через когось іншого, крім класного керівника дитини. Спостереження не обов'язково повинно обмежуватися класом дитини, особливо якщо підозрювана інвалідність більш помітна у великих приміщеннях, таких як кафетерій, коридори або спортивна зала.
Для учнів у віці 12 років і старше професійне оцінювання є обов'язковим для досягнення мети сприяння підготовці дітей до повноцінного працевлаштування, викладеної у Поправках 1997 року до Закону про освіту осіб з інвалідністю (IDEA). Оцінка має на меті визначити інтереси та навички, необхідні для працевлаштування після закінчення школи. Під час оцінювання батьки можуть надавати самостійно отримані матеріали та звіти. Експертами з оцінки можуть бути такі фахівці, як психотерапевти, психіатри, невропатологи, педіатри, медичний персонал і репетитори. Фахівці, які працювали з дитиною протягом тривалого періоду, можуть надати округу глибоке розуміння потреб дитини.

### Класифікація
Після того, як всі оціночні матеріали будуть представлені та розглянуті на засіданні, команда ІEР повинна визначити, чи має дитина право на отримання послуг спеціальної освіти. Якщо дитина має таке право, вона потребує спеціального освітнього втручання, щоб отримати переваги від навчання та освіти. Якщо група визначає, що дитина має право на спеціальну освіту, вона повинна віднести її до однієї з 13 категорій.
У таблиці нижче наведено дані про учнів віком від 6 до 21 року у Сполучених Штатах, які отримали спеціальну освіту протягом 2006-2007 навчального року.
| Інвалідність                      | Студенти  | Відсоток |
| --------------------------------- | --------- | -------- |
| Порушення в навчанні (LD)         | 2,710,476 | 44,6%    |
| Порушення мовлення або мови (SI)  | 1 160 904 | 19,1%    |
| Інші порушення здоров'я (OHI)     | 599,494   | 9,9%     |
| Інтелектуально неповноцінний (ID) | 523,240   | 8,6%     |
| Емоційні розлади (ЕD)             | 458,881   | 7,5%     |
| аутизм                            | 224 594   | 3,7%     |
| Множинна інвалідність             | 134,189   | 2,2%     |
| Затримка розвитку                 | 83,931    | 1,4%     |
| Порушення слуху (HI)              | 72 559    | 1,2%     |
| Ортопедичні порушення (OI)        | 61,866    | 1,0%     |
| Порушення зору (VI)               | 26,352    | 0,4%     |
| Черепно-мозкова травма (ЧМТ)      | 23,932    | 0,4%     |
| Глухота і сліпота                 | 1472      | 0,0%     |

Програма IDEA дозволяє, але не зобов'язує шкільні округи на власний розсуд додавати позначення для дітей з синдромом дефіциту уваги та гіперактивності (ADHD) та інтелектуальними порушеннями англ. Pervasive Developmental Disorder (PDD).

## Розробка індивідуальної освітньої програми (IEP)
Індивідуальну освітню програму (IEP) розробляє команда, яка називається Комітет з питань спеціальної освіти. До складу цієї групи входять щонайменше один з батьків і фахівці, які працюють з учнем. На засіданнях зазвичай присутні вчителі та представник адміністрації школи. Батьки мають право запрошувати будь-кого на свій розсуд з будь-якої причини.
Якщо батьки не можуть з'явитися у запланований час, зустріч має бути перенесена, щоб забезпечити їхню участь. Батьки повинні отримати письмове повідомлення про збори, в якому має бути вказана мета, час і місце проведення, а також імена та посади всіх присутніх сторін.

### Індивідуальна програма навчання
Індивідуальна програма навчання повинена включати в себе:
- Заява про поточний рівень успішності дитини, в якій описується вплив інвалідності дитини на всі сфери академічної та позаакадемічної успішності дитини.
- Заява про річні цілі, включаючи короткострокові цілі. Річні цілі повинні описувати, чого дитина повинна досягти за 12-місячний період навчання за спеціальною освітньою програмою. Короткострокові цілі повинні описувати кроки, необхідні для досягнення цілей. Цілі та завдання мають бути конкретними у всіх сферах, в яких дитина отримує послуги спеціальної освіти.
- Опис конкретної спеціальної освіти та пов'язаних з нею послуг, які будуть надаватися дитині, а також ступінь участі дитини у звичайних освітніх програмах.
- Прогнозовані дати початку надання послуг.

### Визначення відповідного місця розташування
Після засідання комісії ІEP батьки повинні отримати письмове повідомлення із зазначенням місця та способу надання послуг їхній дитині. Як правило, запропонована програма буде в державній шкільній системі району. Але якщо інвалідність учня зумовлює особливі вимоги, які не можуть бути виконані в межах округу, шкільний округ може запропонувати розміщення за межами округу. Ці програми можуть включати програму денного лікування, недержавну спеціальну школу, школу-інтернат або домашнє навчання. Батьки повинні відвідати рекомендовані заклади, щоб ознайомитися з програмою та визначити, чи підходить вона їхній дитині. Важливо переконатися, що обрана програма відповідає потребам і цілям дитини.

## Процедурні гарантії
Процедурні гарантії стосуються освітніх процедур, які пояснюються батькам або опікунам для того, щоб вони були поінформовані протягом усього процесу спеціальної освіти. Ці гарантії, як правило, презентуються на зборах команди, але можуть бути надані і раніше. Вони включають в себе:
- Повідомлення про процедурні гарантії

Обов'язковий зміст
- Участь батьків у процесі

Право брати участь у всіх зустрічах, включаючи ідентифікацію, оцінювання, розміщення та всі обговорення щодо освітнього плану.
- Право батьків на ознайомлення з усіма документами про освіту
- Право батьків на незалежне оцінювання
- Попереднє письмове повідомлення

Попереднє письмове повідомлення, коли школа пропонує розпочати надання послуги, провести оцінювання, змінити місце навчання або змінити IEP; або коли школа відмовляється надати запрошену батьками послугу, ідентифікацію, оцінювання, зміну місця навчання або IEP.
- Право подати скаргу до СЕА
- Посередництво

Добровільне посередництво, яке надається SEA безкоштовно для батьків
- Неупереджене дотримання належної правової процедури

### Неупереджене судове слухання/посередництво
Якщо рекомендація шкільного округу щодо програми не задовольняє батьків, вони мають право відхилити її, направивши письмове повідомлення до округу протягом 30 днів з моменту отримання рекомендації. Повідомлення має бути чітким і стислим та містити причини відхилення рекомендації щодо IEP. Між батьками та шкільним округом можуть виникнути розбіжноDEA пропонує два способи вирішення суперечок між батьками та шкільними округами:
Закон IDEA передбачає два способи вирішення спорів між батьками та шкільними округами. До них відносяться:
1. Посередництво, яке може бути життєздатним засобом для розгляду невеликих розбіжностей з ІПР, наприклад, щодо кількості занять для отримання відповідної послуги або розміру класу спеціальної освіти.
2. Неупереджене судове слухання, яке є формальною процедурою на основі належної правової процедури, що дозволяє батькам оскаржити індивідуальний освітній план округу в цілому або частково.[6]

## Поведінка та дисципліна студентів
Учень, який порушив правила поведінки учнів, що карається відстороненням від занять або зміною місця навчання на строк понад 10 днів, повинен пройти слухання щодо визначення проявів інвалідності. Мета цього слухання - визначити, чи викликана погана поведінка інвалідністю. Якщо так, то шкільний округ спробує змінити програму учня, щоб вирішити проблему, або перевести учня в більш закрите середовище. Якщо погана поведінка не пов'язана з інвалідністю (наприклад, учень з дислексією, який б'є іншого учня), то його можуть покарати так само, як і будь-якого іншого учня без інвалідності.
Учнів з обмеженими можливостями не можуть бути відсторонені від занять більш ніж на 10 днів або виключені зі школи, якщо їхні проблеми з поведінкою є наслідком їхньої інвалідності. Якщо учня з особливими потребами відсторонено від занять або виключено зі школи, шкільний округ, як правило, повинен продовжувати надавати йому освітні послуги, наприклад, за допомогою програми домашнього навчання.
Учні з інвалідністю не звільняються від дії кримінального законодавства, і до них ставляться так само, як і до інших учнів. Наприклад, відповідно до Закону про безпеку шкіл штату Міссурі, будь-який учень, звинувачений або засуджений за вбивство, насильницьке зґвалтування або інші насильницькі злочини, має бути відрахований зі школи; для учнів спеціальних шкіл не існує жодних винятків. Зловживання наркотиками, зберігання зброї або заподіяння серйозних тілесних ушкоджень (наприклад, напад на співробітника, учня або відвідувача школи) також може призвести до більш тривалого відсторонення від навчання, навіть якщо порушення було спричинене інвалідністю учня.сті, але процес відмови має бути офіційним і шанобливим.

## Методика викладання спеціальної освіти
За останнє десятиліття зросла як кількість студентів з інвалідністю, так і кількість ресурсів, доступних для них. Кількість учнів, які користуються послугами спеціальної освіти, зросла на 13,1% у 2009-10 роках і приблизно на 14,4% у 2019-20 роках.
- Спільне викладання

Спільне викладання відрізняється гнучкістю і може адаптуватися щодня відповідно до потреб учнів. Асистент вчителя пропонує додаткову підтримку та рекомендує найефективніші стратегії для підтримки учнів. Крім того, наявність двох вчителів в одному класі дозволяє учням отримувати більш своєчасну допомогу, оскільки їм не потрібно довго чекати, поки вчителі займуться з іншими учнями. Ще однією перевагою спільного викладання є інтеграція учнів з труднощами у навчанні в традиційне класне середовище. Ефективна комунікація між вчителями має вирішальне значення для щоденної роботи в класі, а для учнів зі спеціальною освітою вона може бути корисною, оскільки вони співпрацюють зі своїми вчителями, щоб визначити найефективніші стратегії навчання на кожен день. Перебування в оточенні однолітків, які не мають труднощів у навчанні, може бути корисним для учнів з інвалідністю, надаючи їм допомогу та можливості для соціальної взаємодії. Взаємодія з однокласниками, які не мають інвалідності, також може сприяти формуванню почуття приналежності та прийняття, що в подальшому може покращити та заохотити до навчання. Інклюзія в традиційному класі може покращити навчання учнів і підвищити їхню академічну успішність.
- Музика

Порушення здатності до навчання у дітей порушують процес активації нейронів під час вивчення чогось нового в мозку. Через інвалідність нейронні мережі мозку можуть працювати менш ефективно, що призводить до труднощів у процесі засвоєння інформації для учнів з порушеннями. Це спричиняє відставання в навчанні від однолітків і може призвести до спалахів гніву або тривожної поведінки. Модифікація когнітивної поведінки (МДП) англ. Cognitive behavior modification (CBN) — це підхід, який поєднує в собі модифікацію оперантного навчання, соціальне навчання та когнітивну теорію для формування поведінки учнів. Послідовність дій є ключовим фактором для ефективного формування поведінки. Інтеграція цих трьох методів навчання дозволяє учням брати активну участь у навчальному процесі, сприяючи більш ефективному навчальному середовищу для вчителів музики. Щоб задовольнити навчальні потреби учнів з обмеженими можливостями, можно залучати вчителів музики, які будуть плескати в долоні або граючи на ксилофоні. Таким дітям важко пов'язувати та організовувати нову інформацію, але використання музики як допоміжного засобу навчання може підвищити ймовірність засвоєння інформації. Щоб допомогти таким учням, вчителі можуть написати основний план на дошці або роздати їм роздатковий матеріал з узагальненою інформацією. З молодшими учнями вчителі можуть використовувати дошку з малюнками для ознайомлення з майбутнім матеріалом. Це допоможе учням організувати та оформити матеріал, який вони збираються вивчати. Окремою стратегією, яку ми наполегливо рекомендуємо, є використання мнемонічних пристроїв для організаційних цілей. Наприклад, ноти скрипкового ключа можна запам'ятати як "FACe", а лінійні ноти легко запам'ятати як "Every Good Boy Does Fine" ("Кожен хороший хлопчик робить добре"). Ці заходи мають найбільший вплив, коли вчителі знаходять час, щоб розбити складні думки на менші частини. За умови хорошого викладання студенти вчаться ефективно оцінювати свою роботу. Важливо зберегти первинний зміст і цитати, а також зберегти ясність, лаконічність і точність. Для учнів з СДУГ(ADHD) структуроване середовище в музичному класі, ймовірно, буде більш ефективним. Слід уникати неформальної мови, сленгу та розмовної лексики на користь професійного словника. Крім того, слід враховувати граматичну правильність і відповідні мовні варіанти. Це означає дотримання послідовного розпорядку дня, визначення місць, щоб учні з СДУГ(ADHD) не відволікалися, встановлення чітких очікувань, мінімізацію часу простою, підготовку дітей до потенційних відволікань і створення структурованого середовища. Вчителі музики можуть включати рух і музичний досвід, щоб утримувати учнів залученими і зосередженими.

## Дослідження та дані
Різноманітні ресурси забезпечують глобальний аналіз для формування політики у сфері спеціальної освіти. Дослідження спеціальної освіти в початковій школі англ. Special Education Elementary Longitudinal Study (SEELS) - це дослідження учнів шкільного віку, яке фінансувалося Управлінням програм спеціальної освіти англ. Office of Special Education Programs (OSEP) Міністерства освіти США і було частиною національної оцінки Закону про освіту осіб з обмеженими можливостями 1997 року (IDEA 97). З 2000 по 2006 рік SEELS документував шкільний рівень національної вибірки учнів, які переходили з початкової школи в середню і з середньої в старшу. Важливою особливістю дослідження SEELS було те, що воно не розглядало освітній, соціальний, професійний та особистісний розвиток учнів в один момент часу. Скоріше, воно було розроблене для оцінки змін у цих сферах з плином часу.
З 1992 року Центр фінансування спеціальної освіти англ. Center for Special Education Finance (CSEF) займається питаннями фінансової політики, пов'язаними з наданням і підтримкою послуг спеціальної освіти в Сполучених Штатах. CSEF провів Проект витрат на спеціальну освіту англ. Special Education Expenditure Project (SEEP) - четвертий подібний проект, спонсорований Управлінням програм спеціальної освіти (OSEP), і його попередник, який досліджував державні витрати на спеціальну освіту та пов'язані з нею послуги за останні 40 років. Вісім досліджень SEEP доступні в Інтернеті.
IDEA вимагає, щоб Департамент освіти щорічно звітував про прогрес, досягнутий у наданні безкоштовної належної державної освіти всім дітям з обмеженими можливостями та надання послуг раннього втручання немовлятам і дітям раннього віку з обмеженими можливостями. 27-й щорічний звіт складається з двох томів і доступний в електронному вигляді. 
3 жовтня 2001 року Президент Джордж Буш створив тимчасову Комісію з питань якості спеціальної освіти для збору інформації та вивчення питань, пов'язаних з програмами спеціальної освіти на федеральному, штатському та місцевому рівнях, з метою вироблення рекомендацій щодо покращення освітніх показників учнів з обмеженими можливостями. Президентська комісія з питань якості спеціальної освіти англ. President's Commission on Excellence in Special Education (PCESE) представила свій звіт Президенту Бушу 1 липня 2002 року.
Дані щодо впливу регіональних програм спеціальної освіти різняться, і дослідження показують, що результати пов'язані з рівнем знань адміністраторів, які впроваджують ініціативи з інклюзії або мейнстрімінгу. Дослідження виявило значні переваги впровадження інклюзивних програм у середніх школах, коли учні розглядають інвалідність як атрибут, а не як стигму. Одне дослідження показало зростання результатів стандартизованих тестів серед учнів, які відвідують ресурсну кімнату. Крім того, вчителі спеціальної освіти повідомляли про незадоволеність знаннями вчителів загальноосвітніх шкіл у сфері спеціальної освіти та про загальне відчуття ізоляції серед колег. Тим не менш, деякі вчителі спеціальної освіти висловили задоволення такою позицією, визнаючи її переваги для налагодження зв'язку з учнями.  Доведено, що програми спеціальної освіти, які впроваджуються кваліфікованими фахівцями та компетентними адміністраторами, призводять до довгострокових позитивних наслідків для громад, таких як надання можливості учням з особливими потребами вести більш незалежне життя, підготовка їх до виходу на ринок праці та сприяння формуванню позитивних стосунків серед однолітків.

## Афроамериканці в системі спеціальної освіти
Дослідження показали, що значно більша кількість учнів з числа меншин визнаються такими, що мають право на отримання послуг, і занадто часто поміщаються в ізольовані та обмежувальні освітні умови. У порівнянні зі своїми білими однолітками, афроамериканські діти майже втричі частіше отримують діагноз "розумово відсталі", - йдеться у статті Томаса Б. Парріша, провідного наукового співробітника Американського інституту досліджень". Нові статистичні дані, зібрані по кожному штату, показують як надмірне, так і недостатнє представництво меншин у категоріях "розумова відсталість", "специфічні труднощі у навчанні" та "емоційні розлади". Афроамериканські учні в Коннектикуті, Міссісіпі, Південній Кароліні, Північній Кароліні та Небрасці більш ніж у чотири рази частіше отримують діагноз "розумова відсталість", ніж білі учні, які проживають у цих штатах. У Флориді, Алабамі, Делавері, Нью-Джерсі та Колорадо кількість афроамериканських учнів, визнаних розумово відсталими, більш ніж утричі перевищує кількість білих учнів. У сфері дошкільної освіти ми бачимо, що діти меншин, які живуть у бідності, мають найбільше шансів отримати різноманітні послуги. У лонгітюдному дослідженні схильність до інвалідності та потенційну інвалідність розглядали за трьома категоріями. Були встановлені такі показники: біологічний ризик, ризик розвитку та отримання послуг за Частиною В. У 62 відсотків дітей було визначено принаймні один ризик. Проект "Громадянські права" Гарвардського університету англ. Civil Rights Project at Harvard University мав на меті "виявити і вирішити проблему" дітей з числа меншин, які не потрапляють до спеціальних закладів освіти. Як показало дослідження, проведене Управлінням з громадянських прав Департаменту освіти США, Звіти про громадянські права в початковій і середній школі (2000), афроамериканські учні складали лише 17 відсотків від загальної кількості учнів; проте 33 відсотки цих учнів були класифіковані як розумово відсталі. Це свідчить про значну нерівність між афроамериканськими учнями та учнями інших рас чи етнічних груп у сфері спеціальної освіти. Загальна кількість білих учнів у школах становила 63 відсотки, тоді як в сфері спеціальної освіти вони займають лише 54 відсотки і були класифіковані як розумово відсталі (Losen, Orfield xvi). Загальна кількість іспаномовних учнів становила 15 відсотків; однак вони були недостатньо представлені у спеціальній освіті, і лише 10 відсотків з них були класифіковані як розумово відсталі (Losen, Orfield xvi). Крім того, значно зросла кількість афроамериканських учнів з емоційними розладами англ. emotional disturbance (ЕD) та специфічними порушеннями у навчанні англ. specific learning disabilities (SLD). Проект "Громадянські права" "визнає, що занепокоєння щодо спеціальної освіти пов'язане із занепокоєнням щодо нерівності в освіті загалом (Losen, Orfield xvi).
Можуть існувати упередження, які впливають на те, як вчитель або інструмент оцінює здібності дитини. Одним із прикладів є культурні упередження, про що свідчить Шкала інтелекту Векслера для дітей третьї редакції, яка, як було показано, маркує більше афроамериканських дітей як розумово відсталих порівняно з європейсько-американськими дітьми.
Перепредставленість афроамериканців у спеціальній освіті є проблемою не лише системи спеціальної освіти, а й усієї системи освіти. Як писала Ванда Бланшетт у своїй статті для журналу "Educational Researcher" у 2006 році, "привілеї білих і расизм сприяють і підтримують надмірне представництво афроамериканців і малозабезпечених учнів у спеціальній освіті через (а) недостатнє фінансування шкіл, які в першу чергу обслуговують ці групи населення; (б) використання навчальних програм, які є культурно неприйнятними і неадекватними; і (в) недостатню підготовку педагогів для ефективного навчання афроамериканців та інших кольорових учнів" (Blanchett, 24). Викликає занепокоєння той факт, що освітяни продовжують сприяти надмірному представництву афроамериканських учнів у спеціальній освіті, незважаючи на їхній передбачуваний обов'язок діяти в найкращих інтересах учнів.
Учні афроамериканського походження, які навчаються в закладах спеціальної освіти, непропорційно відокремлені від своїх однолітків, які не мають інвалідності, особливо у великих міських шкільних округах. Нещодавні дослідження виявили політику і практику, які посилюють сегрегацію афроамериканських учнів у цих районах. Недавнє тематичне дослідження великого міського шкільного округу виявило кілька проблем, пов'язаних з його політикою в галузі спеціальної освіти, зокрема: (а) загальноокружна політика інклюзії, якій бракує конкретики і рекомендацій для окремих шкіл; (б) недостатнє фінансування і навчання для сприяння більшій інклюзії; (в) збереження повністю сегрегованих шкіл і програм спеціальної освіти; і (г) юридичні бар'єри, пов'язані зі скаргами батьків на порушення належної правової процедури (DeMatthews & Mawhinney, 2013).
Шкільні психологи також беруть участь у процесі прийняття рішення про те, чи слід направляти учня на спеціальне навчання. Згідно з дослідженням 2005 року, крос-культурна компетентність була визначена шкільними психологами як один з найважливіших факторів при прийнятті рішень щодо учнів. Однак дослідження виявило, що шкільні психологи оцінюють свою крос-культурну компетентність лише на 36,8 з 56 можливих балів (Kearns, Ford, Linney 304). Це означає, що шкільні психологи вважали, що вони лише на 66% ефективні у вирішенні найбільш значущого фактору при прийнятті рішень щодо учнів.

## Двомовна спеціальна освіта
На основі даних перепису населення 1980 року та записів Служби імміграції та натуралізації, приблизно 79 мільйонів дітей шкільного віку в Сполучених Штатах розмовляють вдома іншою мовою, ніж англійська. Це двомовне населення розсіяне по всій країні, з більшою концентрацією в північно-східних і південно-західних регіонах. Найбільша кількість дітей мовних меншин проживає в густонаселених міських районах.
Враховуючи загальну кількість населення з обмеженим володінням англійською мовою англ. limited English proficiency (LEP) у Сполучених Штатах, важливим питанням для двомовних спеціальних педагогів є те, скільки з цих учнів також мають інвалідність. За даними Управління спеціальної освіти США, приблизно 948 000 дітей можуть бути одночасно лінгвістично відмінними та мати інвалідність - це значна частина населення, яка могла б отримати користь від двомовних послуг спеціальної освіти. Крім того, непропорційно велика кількість учнів з числа меншин потрапляє до закладів спеціальної освіти. Особливе занепокоєння викликає надмірне представництво дітей меншин у певних категоріях інвалідності, таких як "розумова відсталість" та емоційні розлади.
Освітній ландшафт зазнав значних змін з моменту прийняття Закону про поліпшення освіти осіб з інвалідністю (IDEA, 2004). Дедалі більше штатів використовують модель "Реакція на втручання" англ. Response to Intervention (RTI) для визначення права на спеціальну освіту. Визначення відповідності більше не базується на виявленні розриву між потенціалом учня, оціненим за допомогою тесту IQ, та його досягненнями. Лише тоді, коли учень не реагує на втручання, його направляють на спеціальне освітнє тестування. Таким чином, RTI вирішує деякі з давніх проблем, пов'язаних з упередженими процедурами оцінювання учнів, які вивчають англійську мову англ. English language learners (ELL). Однак RTI, як правило, впроваджується універсальним способом, який не враховує належним чином різноманітні потреби цих учнів (Klingner & Edwards, 2006). І хоча тести інтелекту вже не проводяться так часто, як раніше, певні недосконалі методи оцінювання все ще існують.

## Спортивні програми
Школи повинні надавати учням з інвалідністю належний доступ до позакласних заходів, що спонсоруються школою, таких як участь у спортивних командах. Іноді це досягається шляхом створення окремих програм, наприклад, відділення для перегонів на інвалідних візках, а іноді - шляхом надання можливості учням з інвалідністю грати разом з учнями без інвалідності. Школи не зобов'язані брати некваліфікованих спортсменів у команди, відібрані на відбіркових змаганнях, і не зобов'язані змінювати будь-які суттєві спортивні правила. Деякі школи співпрацюють зі Спеціальною Олімпіадою, спортивною організацією для учнів з особливими потребами; іноді школи відправляють своїх спортсменів для допомоги в проведенні спортивних заходів Спеціальної Олімпіади.

## Послуги перехідного періоду
Закон "Про освіту осіб з інвалідністю" від 2004 року регулює надання адаптаційних послуг для дітей з інвалідністю. Перехідні послуги спрямовані на покращення академічних та функціональних досягнень дитини, виходячи з її індивідуальних потреб, а також надання освіти та досвіду, необхідних для працевлаштування та незалежного життя. Метою послуг перехідного періоду є підготовка учнів з особливими потребами до дорослого життя.  Вони можуть забезпечити навчання функціональним життєвим навичкам, соціальним і громадянським навичкам, навичкам працевлаштування та самозахисту. У більшості штатів ці послуги можуть надаватися до 21 року (26 років у Мічигані) або коли студент досягає своїх цілей і завдань, які повинні бути детально описані в його індивідуальній освітній програмі (IEP).

## Майбутнє
Багато шкіл намагаються належним чином обслуговувати учнів з інвалідністю через брак ресурсів. Однією з проблем є відсутність програм післяшкільної освіти, які б допомагали особам з важкими формами інвалідності. Університети по всій країні організовують неакадемічні кредитні табори при коледжах та університетах для людей з розумовою неповносправністю. Такі програми намагаються навчити людей, які не можуть здобути вищу освіту, як успішно жити і піклуватися про себе, а також дають їм освіту, необхідну для того, щоб подати заявку на кар'єру, яка їх цікавить.
Критерії оцінювання - найскладніший компонент цих програм. Традиційне оцінювання в коледжах виявляється занадто складним для людей, які не можуть відповідати суворим академічним стандартам вищої освіти. Вищі навчальні заклади зобов'язані відповідно до Закону США про людей з інвалідністю та законому акту 504 надавати лише "розумне пристосування" студентам з інвалідністю, які навчаються на кредитних програмах, оскільки окремі навчальні плани не передбачені. 
Ці програми спрямовані на створення класів із заздалегідь визначеними критеріями оцінювання, пристосованими до студентів з інтелектуальними порушеннями. Всі ці програми вимагають проведення актуальних оцінок студентів, які планують вступати до університетів.

## Подальше література
- (яп.) Oka, Noriko (岡 典子; University of Tsukuba). "Education of Children With Disabilities in Public Schools in the United States : Historical Review of Its Establishment, Development, and Significance" (Archive; アメリカ合衆国公立学校における障害者教育の成立・展開とその意義 : 史資料と方法の新段階). The Japanese Journal of Special Education (特殊教育学研究) 48(2), 147–155, 2010-07-31. 日本特殊教育学会. English abstract available. See profile at CiNii.

## Зовнішні посилання
- Звіт Президентської комісії з питань досконалості у спеціальній освіті : Нова ера: відродження спеціальної освіти для дітей та їхніх сімей (2002)
- Освітня комісія штатів, спеціальна освіта, що роблять штати
- Навчання учнів з особливими потребами, погляд на спеціальну освіту за державами